# Tetraponera klebsi
Tetraponera klebsi är en myrart som först beskrevs av Wheeler 1915.  Tetraponera klebsi ingår i släktet Tetraponera och familjen myror. Inga underarter finns listade i Catalogue of Life.